# Еріх Мюллер (адмірал)
Еріх Мюллер (нім. Erich Müller; 3 квітня 1895, Браунсвальде — 7 березня 1967, Ганновер) — німецький офіцер, контрадмірал крігсмаріне. Кавалер Німецького хреста в сріблі.

## Біографія
1 квітня 1914 року вступив у кайзерліхмаріне, пройшов навчання на борту важкого крейсера «Ганза».Учасник Першої світової війни, з 5 серпня 1915 року служив на борту лінкора «Курфюрст». З 7 лютого по 18 травня 1918 року навчався у військово-морському училищі Мюрвіка, після чого служив вахтовим офіцером на торпедних катерах.
Після демобілізації армії залишений в рейхсмаріне. З 6 жовтня 1937 року — консультант групи підводного озброєння Управління озброєнь ОКМ. З 13 вересня 1939 року — командир випробувального командування загороджень. З 1 квітня 1943 року — начальник групи загороджувального озброєння Управління озброєнь ОКМ. 15 липня 1945 року взятий в полон союзниками. 25 січня 1947 року звільнений. 

## Звання
- Морський кадет (1 квітня 1914)
- Фенріх-цур-зее (23 грудня 1914)
- Лейтенант-цур-зее (13 липня 1916)
- Оберлейтенант-цур-зее (28 вересня 1920)
- Капітан-лейтенант (1 лютого 1926)
- Корветтен-капітан (1 квітня 1933)
- Фрегаттен-капітан (1 січня 1937)
- Капітан-цур-зее (1 січня 1939)
- Контрадмірал (1 квітня 1943)

## Нагороди
- Залізний хрест 2-го класу
- Почесний хрест ветерана війни з мечами
- Медаль «За вислугу років у Вермахті»
  - 4-го, 3-го і 2-го класу (18 років; 2 жовтня 1936) — отримав 3 нагороди одночасно.
  - 1-го класу (25 років; 1 квітня 1939)
- Хрест Воєнних заслуг
  - 2-го класу з мечами
  - 1-го класу з мечами (12 вересня 1941)
- Німецький хрест в сріблі (6 червня 1942)
- Орден Білої троянди (Фінляндія), командорський хрест з мечами (11 серпня 1942)